# 棒木科
棒木科又名棒状木科，只有1属2-4种，分布在南美洲的圭亚那和巴西北部。
本科植物为常绿灌木；单叶互生，革质，无托叶；花两性，花瓣5，花丝短，花药长；果实为核果。
1981年的克朗奎斯特分类法将其列在蔷薇目，1998年根据基因亲缘关系分类的APG 分类法认为应该放在石竹目中，2003年经过修订的APG II 分类法维持原分类。